# Maurice Maunoury

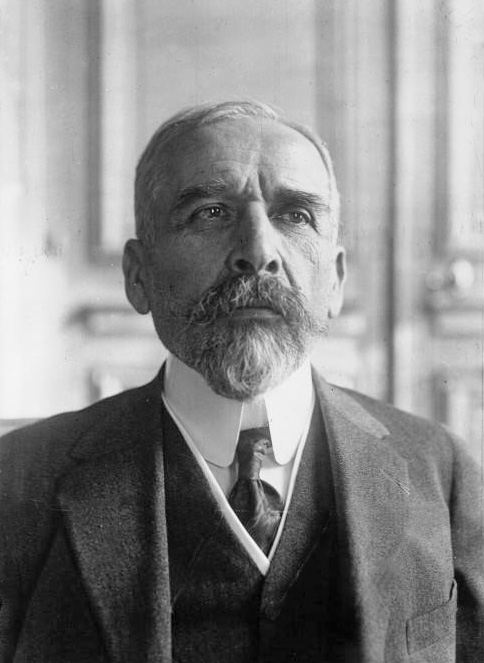
Maurice Maunoury (1923)

Maurice Maunoury (* 16. Oktober 1863 in Alexandria; † 16. Mai 1925 in Paris) war ein französischer Ingenieur, Jurist und Politiker der Dritten Republik. Er war 1914 Kolonial- und von 1922 bis 1924 Innenminister.

## Leben
Maurice Maunoury war Sohn des Politikers Paul Maunoury, der als Rechtsanwalt für die Suezkanal-Gesellschaft arbeitete und als Berater für den ägyptischen Premierminister Nubar Pascha tätig war. Er studierte Bauingenieurwesen an der École polytechnique in Palaiseau und an der École Centrale Paris, wurde dort 1887 promoviert und absolvierte im Anschluss ein Studium der Rechtswissenschaft, das er 1894 mit der Promotion zum Doktor der Rechte abschloss (Dissertation: Du nom commercial). Danach wurde er als Rechtsanwalt zugelassen.
Maunoury war von 1904 bis zu seinem Tode Bürgermeister von Luisant. Er wurde 1910 für das Département Eure-et-Loir in die Abgeordnetenkammer gewählt, für die er bereits in den Jahren 1902 und 1906 erfolglos kandidiert hatte. Von 1910 bis 1919 war er Mitglied der Fraktion Gauche radicale und von 1919 bis zu seinem Ausscheiden aus dem Parlament 1924 Mitglied der Fraktion Gauche républicaine démocratique. Sein politischer Schwerpunkt waren Marine und Schiffbau, so war er in der Abgeordnetenkammer unter anderem Mitglied des Marineausschusses. Vom 9. bis zum 13. Juni 1914 amtierte er kurzzeitig als Kolonialminister in der von Alexandre Ribot geführten Regierung.
Maunoury nahm als Soldat am Ersten Weltkrieg teil und war Kommandeur einer Artilleriebatterie und eines Fuhrparks der Armée du Centre. Während des Krieges wurde er verwundet, woraufhin ihm sein rechtes Bein amputiert werden musste.
Nach seiner Rückkehr setzte er seine politische Tätigkeit fort. Maunoury war Mitglied der Partei Alliance démocratique. Anfang der 1920er Jahre hatte er als Vorsitzender des Finanzausschusses maßgeblichen Anteil an den Haushaltsplänen für die Jahre 1921 und 1922. Vom 15. Januar 1922 bis zum 29. März 1924 amtierte er in der von Premierminister Raymond Poincaré geführten Regierung als Innenminister.
Am 2. April 1923 hielt er beim Staatsbegräbnis für seinen verstorbenen Cousin Marschall Joseph Maunoury die Grabrede.
Nicole Duplan, seine Frau, starb im Mai 1942. Er hatte zwei Kinder: Jean und Geneviève, die Mutter von Maurice Bourgès-Maunoury.

## Ehrungen
- Ritter der Ehrenlegion (1917)